# ルパート・マードック
キース・ルパート・マードック（Keith Rupert Murdoch、1931年3月11日 - ）は、アメリカの実業家。
メディア・コングロマリットのニューズ・コーポレーションを立ち上げ、世界的なメディア王として知られる。ニューズ・コープとフォックス・コーポレーションの株主、共同会長という立場でテレビや新聞、映画、雑誌、音楽産業、インターネットなどを中心とした世界に散らばるメディア企業を率いている。長年オーストラリアを拠点としていたが、1985年にアメリカ合衆国でフォックス放送を創設した際に連邦通信規則との関係でアメリカに帰化した。
2023年9月、11月をもってFOX社とニューズ社の会長から退き、ニューズ社の名誉会長に就任すると発表された。

## 生い立ち
オーストラリアのビクトリア州メルボルンに、1931年に生まれる。ジャーナリストであった父のキース・マードック (Sir Keith Murdoch) はオーストラリアの名門社会の一員で、第一次世界大戦での報道で活躍し、当時のオーストラリア首相ビリー・ヒューズの個人的なアドバイザーでもあった。またメルボルンの新聞「ザ・ヘラルド」などを所有し、オーストラリア一政治的影響力の強い新聞社社長・メディア経営者となった。キースは1928年にエリザベス・ジョイ・グリーン(後のエリザベス・マードック (Elisabeth Murdoch) と結婚し、息子ルパートと三人の姉妹をもうけた。キースはルパートの少年時代の不出来さに不満を持っており、息子が自分のあとを継ぐことを絶望視していた。ルパートはキースに反抗的であった。母エリザベスは103歳まで生き、生涯ルパートに強い影響力を持った。
ルパートはメルボルン郊外のジーロングにある名門校ジーロング・グラマー・スクール (Geelong Grammar School) で学び、オックスフォード大学のウースター・カレッジ (Worcester College) へ進学し、学生新聞「チャーウェル（Cherwell）」で広告を販売していた。

## キャリア

### メディア界へ
1952年、父キースの急死（享年67歳）によりルパートは学業半ばでオーストラリアに戻り、父の跡を継いでメディアグループのオーナーになろうとしたが、相続税を払った後にはザ・ヘラルドなどの主要な事業は残っておらず、アデレードの新聞「ザ・ニューズ (The News) 」などがかろうじてルパートの手元に残った。ザ・ニューズの社長となったルパートは、アデレード近くで起きた少女殺人事件で逮捕されたアボリジニのマックス・スチュワート (Max Stuart) の冤罪と死刑反対を主張し大キャンペーンを行った。この結果スチュワートは冤罪が認められ釈放され、ルパートは大いに名を上げたが、このキャンペーンの実際の功労者は編集長のローハン・リヴェットであった。

### ニューズ・コーポレーションの設立

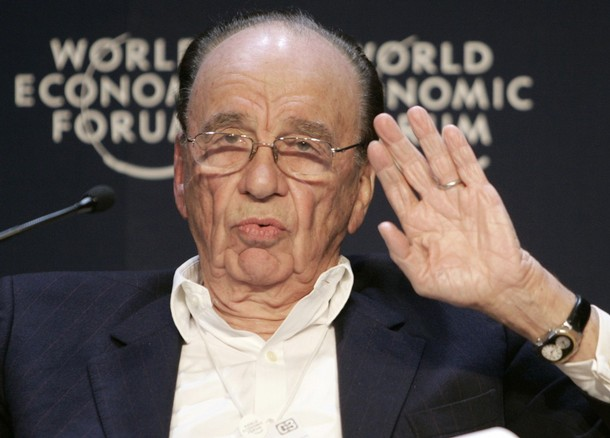
ルパート・マードック（2009年1月12日）

マードックはザ・ニューズ紙をもとに持株会社ニューズ・リミテッドを創立し、オーストラリア各地の新聞を買収して1970年代にはオーストラリア有数のメディア・グループへと成長させた。1964年にはオーストラリア初の全国紙「ジ・オーストラリアン」を発行し、政治的影響力も高めている。また1969年にはロンドンのザ・サン買収。毎号カラーのヌード写真を掲載するなど一部の顰蹙を買いつつも労働者階級の人気を得ることに成功。1970年代には同じく英国のメディア王であったロバート・マクスウェルと激しく争いながら英米各地の新聞を次々買収し、1979年にニューズ・コーポレーションを設立した。
1980年代にはイギリスの名門紙タイムズ、アメリカの映画会社20世紀フォックスの買収、アメリカでのテレビ・ネットワークフォックス放送の設立など事業を拡大し、その経済力・政治的影響力は世界規模に拡大している。1987年にはかつて父が所有し本拠としていたヘラルド・アンド・ウィークリー・タイムズ社 (The Herald and Weekly Times Ltd) の買収についに成功し、父のメディア王国を取り戻した。
2005年には当時世界最大のSNS・MySpaceを買収。2007年、ウォールストリート・ジャーナルの発行元であるダウ・ジョーンズを傘下に収める。
2011年7月、「ニュース・オブ・ザ・ワールド」の盗聴事件に絡み（同紙はこれが原因で廃刊）、ニューズコーポレーションCEOとしてイギリス下院の調査委員会に召喚された。
2012年7月22日、子会社のニューズ・インターナショナル社は、マードックが傘下の英有力紙の経営陣から退いたことを明らかにした。
2013年6月28日、ニューズ・コーポレーションがエンターテインメント分野を主に担う21世紀フォックスと出版分野を主に担う新しいニューズ・コープに分社化された。両社の最高経営責任者（21世紀フォックスでは会長も兼務）を引き続き務める。
2019年3月20日、ウォルト・ディズニー・カンパニーが21世紀フォックスの大部分を買収した。しかし、ディズニーは既に放送ネットワークであるABCを所持しているため寡占が懸念され、フォックス放送とその関連事業は新会社が運営する事となった。そのため同日フォックス・コーポレーションが営業を開始し、マードックはその会長を務めている。
2023年9月21日、同年11月にフォックス・コーポレーション並びにニューズ・コーポレーションの会長職を退任し、ニューズ・コープの名誉会長に就くことを発表した。後任は自身の長男であるラクラン・マードックが就任した。
2025年1月20日、第47代アメリカ合衆国大統領に就任したドナルド・トランプの2025年大統領就任式に出席した。

## 政治的立場
1970年代半ばまでは、マードックのグループ各紙は左派であるオーストラリア労働党やイギリス労働党支持だったが、その後は右派であるオーストラリア自由党やイギリス保守党支持に回っている。マードックは「リベラルどもを潰そう」とも発言している。一般的に傘下の21世紀フォックスなどが親米・親イスラエルなどの姿勢をとり、これまでロナルド・レーガンやマーガレット・サッチャー、ジョージ・ウォーカー・ブッシュ、デービッド・キャメロンといった新保守主義・新自由主義の政治家を支持してきており、マードック本人も保守主義者であるとされる。しかし、保守主義者ながら反王制であることでも有名で、特にイギリス王室に対する報道は激烈である。このように、日和見とも言える態度がしばしば批判の対象となっている。

## 私生活
彼はこれまでに4回結婚している。
1956年にパトリシア・ブッカーと結婚し一女（プルーデンス・マードック）をもうけたが1967年に離婚した。この結婚に関しては彼は多くを述べていない。
同年、社員でエストニア移民出身の若い女性、アンナ・トーヴと結婚し、エリザベス（1968年生まれ）、ラクラン（1971年生まれ）、ジェームズ（1972年生まれ）の二男一女をもうけている。アンナ夫人とは1999年に離婚し17億ドルにのぼる慰謝料を支払った。
その半月後、当時70歳のマードックは当時30歳のウェンディ・デン（鄧文迪、1969年に中華人民共和国徐州市に生まれ広州で育ち、米国に留学したあと、香港のスターTVの副社長を務めていた）と結婚している。結婚後はマードックの中国共産党政府とのビジネスを手助けし、江沢民などと面識を持った。ウェンディとの間にはグレース（2001年生まれ）とクロエ（2003年生まれ）の二女が生まれている。2013年6月、ウェンディとの離婚をニューヨーク州高等裁判所に提出した。
2015年10月25日、ローリング・ストーンズのボーカル、ミック・ジャガーの元妻で元モデルのジェリー・ホール (Jerry Hall) との交際が報じられ、2016年1月12日、同日発行のタイムズで婚約を発表、3月5日にロンドンで結婚した。婚約の6年後、2022年に離婚した。
2023年3月にはアン・レスリー・スミス氏にプロポーズしたものの、2間後に婚約を破棄した。
2024年3月、3人目の妻であるウェンディ・デンを通じて知り合い、前年夏より交際していたユダヤ系ロシア人の分子生物学者であるエレナ・ジューコワと婚約を発表、同年6月1日にカリフォルニア州ベルエアにある自身のワイナリーで挙式した。これにより、エレナの娘でロマン・アブラモヴィッチの元妻であるダリア・ズコワの継父となった。
エリザベス、ラクラン、ジェームズの三人はそれぞれニューズ・コーポレーション内の重役となり父の後継者の座を争ったが、次男ジェームズを除く二人はすでにグループを離れ独自のビジネスを進めており、ジェームズが後継者とみなされている。エリザベスは一度離婚し、イギリスの中堅規模の広告会社「フロイド・コミュニケーションズ」の創設者でジークムント・フロイトの曾孫にあたるマシュー・フロイト (Matthew Freud) （1963年生まれ）と結婚している。

## メディア上での描写
- 自身が所有するFOXネットワークの人気番組で、様々な米英の有名人が本人役でゲスト出演する『ザ・シンプソンズ』においては「わしが世界征服を企む悪のメディア王、ルパート・マードックである」[13][注釈 1] というセリフを喋った事もあり、ユーモアには一定の理解を示す人物である（シンプソンズのスタッフをはじめ、FOXネットワーク等の関係者には民主党支持のリベラル派で反マードックを表明する者も少なくないにもかかわらず）[14]。
- 映画『トゥモロー・ネバー・ダイ』に登場する、英中間に戦争を起こさせ、それらを独占報道することで莫大な利益を得ると共に、戦後の中国での放映権を獲得しようと画策するメディア王のエリオット・カーヴァーは、ルパート・マードックのライバルだったロバート・マクスウェルがモデルとされているが、ルパートを皮肉った部分も持ち合わせている[15]。
- FOXテレビのロジャー・エイルズのセクシャルハラスメントを描いた『スキャンダル』では、ルパート・マードック役をマルコム・マクダウェルが演じた。冒頭シーンでは、メディア・コングロマリットとしてニューズ・コーポレーション社のビル全体の紹介がなされる。また、息子のラックラン・マードックやジェームズ・マードックなども演じられ無能の兄弟と揶揄されている。